# Apsilochorema extensum
Apsilochorema extensum là một loài Trichoptera trong họ Hydrobiosidae. Chúng phân bố ở miền Australasia.